# 1806 в Україні

## Особи

### Народились
- 14 січня, Оболенський Михайло Андрійович (1806—1873) — російський князь, історик-архівіст.
- 16 січня, Подолинський Андрій Іванович (1806—1886) — російський поет.
- 6 лютого, Новицький Орест Маркович (1806—1884) український філософ, перший професор філософії Київського університету.
- 22 лютого, Боровиковський Левко Іванович (1806—1889) — український поет, фольклорист, етнограф.
- 27 березня, Август Бельовський (1806—1876) — польський історик, письменник, директор Народної бібліотеки імені Оссолінських, симпатик Реформації автор, фундатор та видавець першого польського історичного альманаху «Монумента польського Історика».
- 12 квітня, Зенон Бжозовський (1806—1887) — польський зем'янин шляхетського походження.
- 31 липня, Люценко Олександр Юхимович (1806—1884) — український археолог, музеєзнавець, дійсний статський радник.
- 26 листопада, Морачевський Пилип Семенович (1806—1879) — український письменник, педагог, поет-романтик, філолог, перекладач.
- Хана-Рахель Вербермахер (1806—1892) — хасидська релігійна діячка, перша цадекет (жінка-цадик) в історії хасидизму, цілителька, засновниця хасидської громади в Єрусалимі.
- Глинський Теофан (1806—1893) — галицький український письменник, публіцист, історик, мовознавець, культурно-громадський діяч.
- Кульчицький Теодор (1806—1888) — греко-католицький священик, учасник польського листопадового повстання 1830—1831.
- Михайловський Дем'ян Трохимович (1806—1844) — український співак і музикант, соліст Придворної співацької капели в Петербурзі.
- Сильванський Микола Гаврилович (1806—1879) — православний священик, пасічник і освітній земський діяч.
- Терещенко Олександр Власович (1806—1865) — російський та український етнограф і археолог, літературознавець.
- Шведицький Яків (1816—1886) — греко-католицький священик, релігійний, громадсько-політичний діяч.

### Померли
- 16 січня, Сахновський Павло Якимович (1745—1806) — комендант Чернігова, генерал-майор.
- 23 січня, Стефан (Левинський) (1736—1806) — єпископ Української Греко-Католицької Церкви; з 26 червня 1797 року — єпископ Луцький і Острозький.
- Горбачевський Іван (священик) (1743—1806) — священик УГКЦ, доктор теології, релігійний діяч.
- Януш Модест Сангушко (1749—1806) — військовик Речі Посполитої, Російської імперії, староста Кременецький, стражник великий коронний (з 1787), радний конфедерації Торговицької, генерал-поручник російської армії.

## Засновані, створені
- Усть-Дунайське буджацьке козацьке військо
- Лисичанська штейгерська школа
- Церква Михаїла і Федора (Чернігів)
- Спасо-Преображенський собор (Новгород-Сіверський)
- Церква Пресвятої Трійці (Красне)
- Стальканат
- Перший Міський театр (Київ)
- Березівка (Гребінківський район)
- Довбине
- Калинове (Куп'янський район)
- Красне (Скадовський район)
- Мерло (Богодухівський район)
- Нові Петликівці
- Оленівка (Перевальський район)
- Сачки
- Табаки
- Тернівка (Вільнянський район)
- Торецьк
- Щурівка (Балаклійський район)